# Royal Engineers

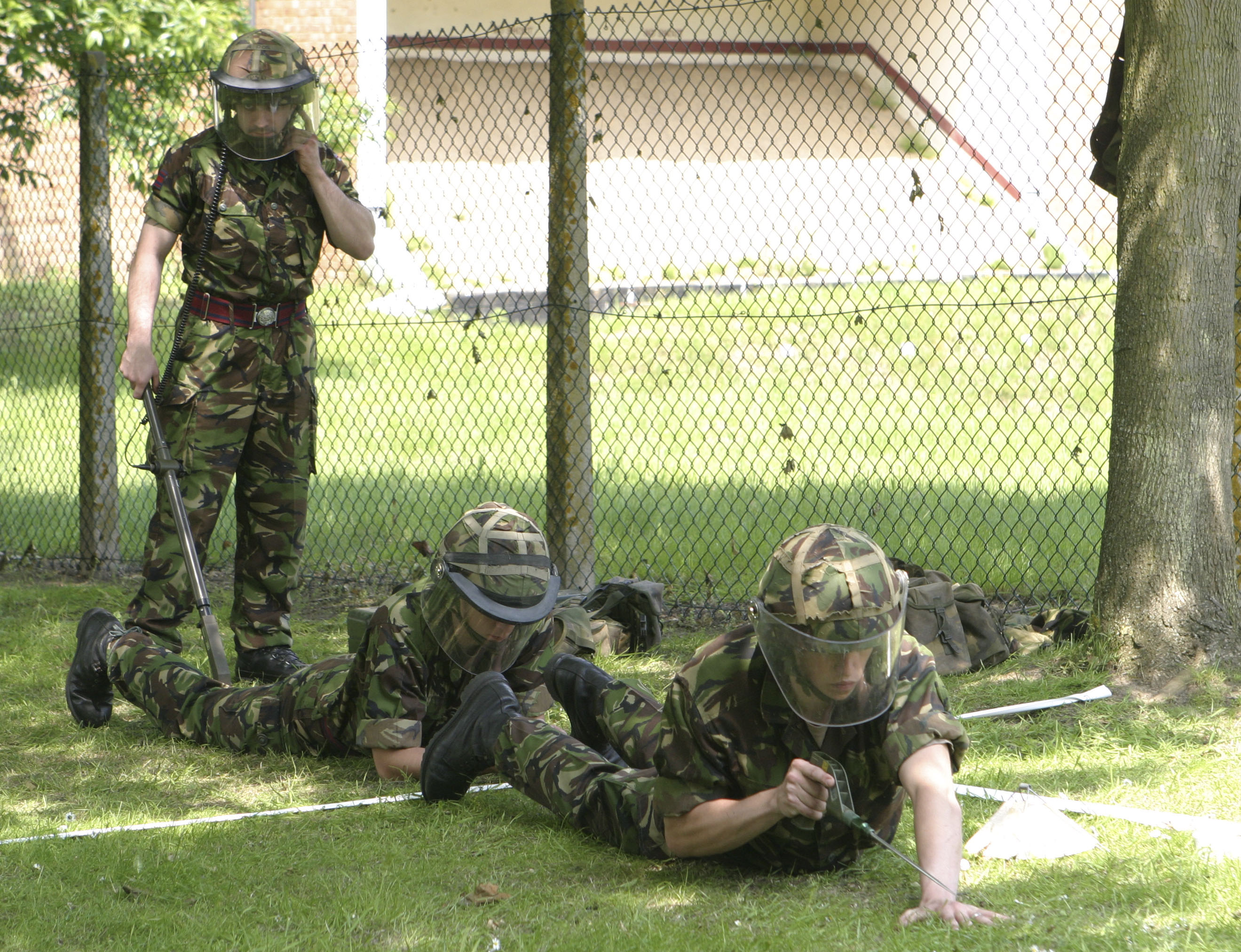
Sapadores britânicos em exercício de desminagem.

O Real Corpo de Engenharia, ou Corpo de Engenheiros Reais, geralmente chamado Engenheiros Reais (Royal Engineers, ou RE em inglês), e habitualmente conhecido como Sapadores (Sappers em inglês), é um dos corpos do Exército Britânico. Ocupa-se de engenharia militar) e de engenharia em geral, com diversa assistência técnica às forças armadas do Reino Unido.
O quartel geral dos regimentos de Engenharia Militar fica em Chatham, no Kent. O corpo está dividido em vários regimentos, dispersos no Reino Unido e na Alemanha.
Os Engenheiros Reais traçam suas origens aos engenheiros militares trazidos para a Inglaterra por Guilherme, o Conquistador, especificamente o Bispo Gundulf da Catedral de Rochester, e reivindicam mais de 900 anos de serviço ininterrupto à coroa. Os engenheiros sempre serviram nos exércitos da Coroa; no entanto, as origens do corpo moderno, junto com os da Artilharia Real, estão na Junta de Artilharia estabelecida no século XV.